# شرلی استوبس
شرلی استوبس (به انگلیسی: Shirley Stobs) (زادهٔ ۲۰ مهٔ ۱۹۴۲) شناگر اهل ایالات متحده آمریکا است.